# Ora (przystanek kolejowy)
Ora (wł. Stazione di Ora, niem. Bahnhof Auer) – przystanek kolejowy w Auer, w prowincji Bolzano, w regionie Trydent-Górna Adyga, we Włoszech. Znajduje się na linii Verona – Innsbruck.
Według klasyfikacji RFI posiada kategorię srebrną.